# GNU Octave
GNU Octave — свободная программная система для математических вычислений, использующая совместимый с MATLAB язык высокого уровня.
Предоставляет интерактивный командный интерфейс для решения линейных и нелинейных математических задач, а также проведения других численных экспериментов. Кроме того, Octave можно использовать для пакетной обработки. Язык Octave оперирует арифметикой вещественных и комплексных скаляров, векторов и матриц, имеет расширения для решения линейных алгебраических задач, нахождения корней систем нелинейных алгебраических уравнений, работы с полиномами, решения различных дифференциальных уравнений, интегрирования систем дифференциальных и дифференциально-алгебраических уравнений первого порядка, интегрирования функций на конечных и бесконечных интервалах. Этот список можно легко расширить, используя язык Octave (или используя динамически загружаемые модули, созданные на Си, C++, Фортране и других).
Система написана на C++ с использованием стандартной библиотеки шаблонов. Для запуска сценариев используется встроенный интерпретатор. Для создания и отображения графиков можно использовать на выбор gnuplot, встроенный модуль на основе FLTK, или Grace.
Название дано в честь профессора химического машиностроения Октава Левеншпиля.

## Язык Octave
Система оснащена собственным интерпретируемым языком с Matlab-подобным синтаксисом, при этом поддерживает большинство основных функций стандартной библиотеки Си, а также основные команды и системные вызовы Unix. С другой стороны, он не поддерживает передачу аргументов по ссылке (особенность дизайна).

## Некоторые возможности
Интерфейс командной строки построен с использованием библиотеки GNU Readline, что даёт доступ к таким обычным возможностям последней, как автодополнение по клавише Tab ↹, история команд и инкрементальный поиск по ней (Ctrl+R, Ctrl+S), возможность переопределения клавиш, и так далее. Графический интерфейс до версии 3.8.0 был представлен дополнениями (графики он мог выводить и без них).
Octave Forge — менеджер пакетов-расширений для системы Octave.
Выражения Octave можно вычислять из программ на C++. Для этого в C++ подключается специальная библиотека octave/oct.h. К примеру, фрагмент кода для вычисления rand([9000,1]):
```
#include
 
<octave/oct.h>

…

ColumnVector
 
NumRands
(
2
);

NumRands
(
0
)
 
=
 
9000
;

NumRands
(
1
)
 
=
 
1
;

octave_value_list
 
f_arg
,
 
f_ret
;

f_arg
(
0
)
 
=
 
octave_value
(
NumRands
);

f_ret
 
=
 
feval
(
"rand"
,
f_arg
,
1
);

Matrix
 
unis
(
f_ret
(
0
).
matrix_value
());

```

## Параллельные вычисления
В системе имеются средства для организации распределённых вычислений с использованием библиотек bcMPI, MPI Toolbox for Octave (MPITB), octave-parallel_mpi и parallel (ранее octave-parallel), предназначенные для кластерных систем, и модуль parcellfun библиотеки general для обеспечения параллельных вычислений в масштабе «одной машины» (на многоядерных и массово-параллельных системах). Первые три библиотеки обеспечивают интерфейс к наличной инсталляции библиотеки MPI и, насколько возможно, транслируют в Octave (bcMPI — и в MATLAB) синтаксис подмножества вызовов MPI. Соответственно в этих случаях вычисления распределены лишь настолько, насколько это подготовлено программистом, и обеспечиваются в пределах возможностей системной инсталляции MPI. Библиотека parallel, напротив, не требует наличия среды типа MPI или PVM, а обеспечивает распределённость с помощью внутренних средств пакета Octave.

## Совместимость с MATLAB
Octave был написан с учётом совместимости с MATLAB и реализует многие его возможности, в том числе:
- матрицы в качестве основных типов данных;
- встроенная поддержка комплексных чисел;
- мощные встроенные математические функции и большие библиотеки функций;
- расширяемость, благодаря возможности создания пользовательских функций.

Но есть и некоторые отличия:
- комментарии могут начинаться как с символа #, так и с символа %;
- поддерживаются C++-подобные операторы ++, --, +=, *=, /=;
- элементы могут быть адресованы без создания новой переменной, например [1:10](3);
- данные строкового типа могут быть заданы как символом «"», так и символом «'».

В конце 1990-х годов (2-я серия выпусков) производительность Octave существенно уступала по производительности MATLAB; однако к концу 2000-х годов (3-я серия выпусков) производительности этих пакетов «почти сравнялись», а остающуюся разницу относят наличию в составе MATLAB JIT-компилятора, которого нет в Octave.